# Харбург (замок, Бавария)
Харбург (нем. Burg Harburg) — обширная крепость над городом Харбург в Швабии, включает в себя целый средневековый комплекс различных укреплений, зданий и сооружений. Основана в XI-XII веках. Большинство построек остались неизменными с XVIII века. Замок расположен на высоте 480 метров над уровнем моря. Так же, как и замки Валлерштайн, Хоэнальтхайм и Бальдерн эта крепость веками принадлежала княжескому дому Эттингенов.

## История
Первым письменным упоминанием о Харбурге можно считать упоминание Куно де Хорбурка в документах об основании бенедиктинского пробства Берхтесгаден около 1100 года. Куно фон Хорбург (Харбурк) был сводным братом Беренгара I Зульцбахского, основателя пробства Берхтесгаден и, по-видимому, владельца Харбурга в конце XI века. Первое упоминание непосредственно о самом замке датируется 1150 годом. В то время 13-летний Генрих Беренгар из рода Штауфенов, сын и соправитель короля Конрада III и Гертруды Зульцбахской, отправил письмо в Константинополь к своей тёте, императрице Византии Берте Зульцбахской и её мужу Мануилу I Комнину. В этом письме упоминается сражение при Флохберге. Что важно - юноша при этом рассказывает, что в то время находился в замке Харбург.
В 1299 году замок был заложен королём Альбрехтом I из Дома Габсбургов графам Эттингенским. После того, как основная линия этого рода пресеклась, замок в 1731 году перешёл к дому Эттинген-Валлерштайн. С 2000 года замок принадлежит благотворительному культурному фонду князей Эттинген-Валлерштайн.
До 1530 года здесь жил знаменитый немецкий гуманист и писатель эпохи Возрождения Иероним Вольф.
С 2000 года замок принадлежит некоммерческому фонду Fürst zu Oettingen-Wallerstein Kulturstiftung.

## Описание замка

### Защитные сооружения
Цитадель замка окружена кольцевой стеной с шестью башнями. Сюда же можно отнести бергфрид. Немного ниже по склону холма на пути к цитадели размещались предзамковые укрепления с хозяйственными постройками и конюшнями.

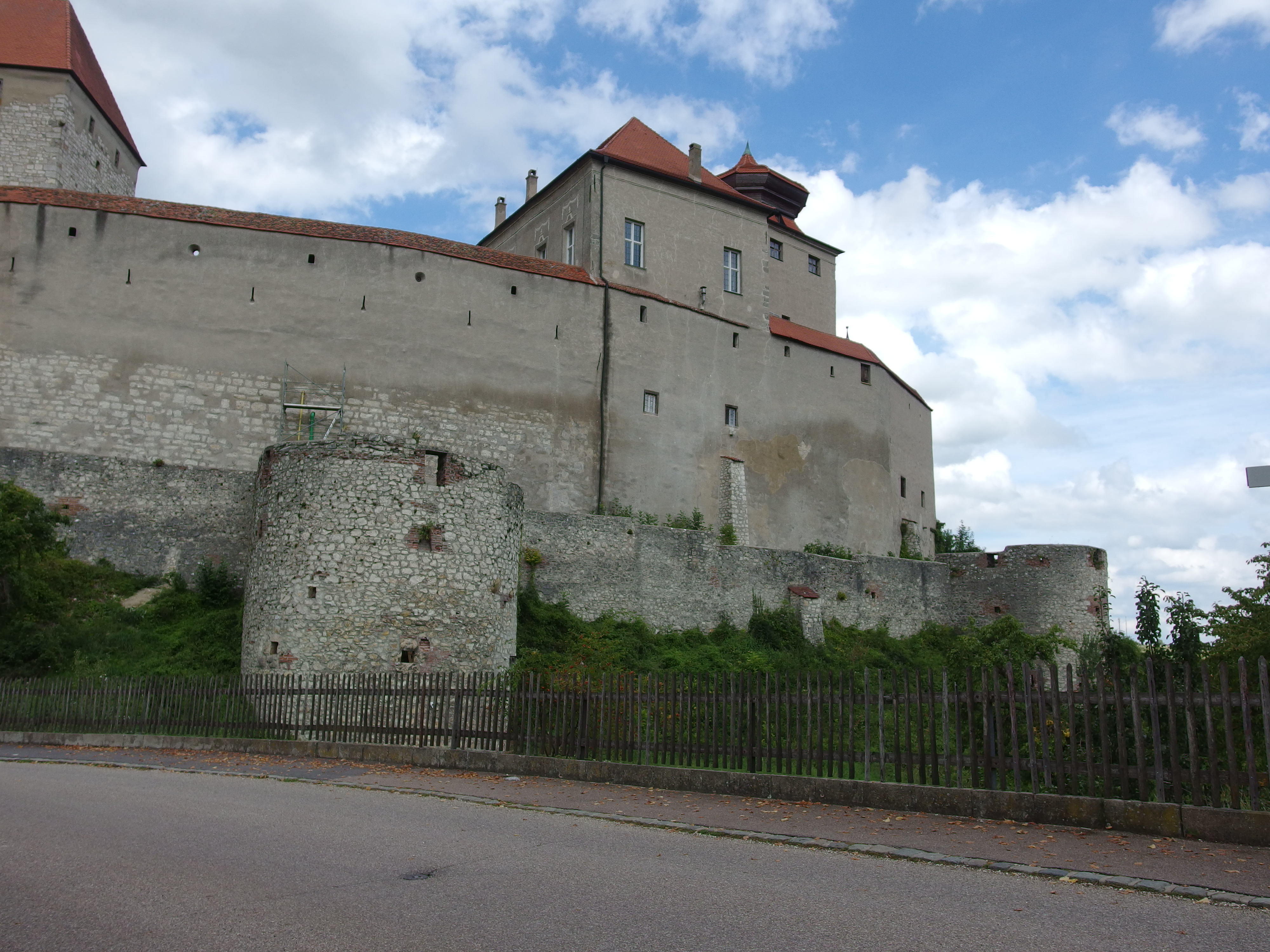
Внешние стены замка

#### Стены
Основная зубчатая стена с боевыми ходами построена в XV веке и помимо прочего имела крышу. Самая высокая и прочная часть стены обращена к пологой, то есть самой уязвимой части холма. Её толщина достигает в нижней части трёх метров. В стенах были проделаны амбразуры для стрельбы по осаждающим. Кроме того, были предусмотрены специальные желоба, чтобы иметь возможность выливать на врага кипяток или кипящую смолу и масло.

#### Подвалы
Под главной башней имелись подземные помещения (многие выдолблены в скальной породе) с разными назначениями. Первоначально здесь прятались во время вражеских нападений окрестные крестьяне. Позднее из-за стабильно низкой температуры их использовали как кладовые для припасов. Одновременно часть помещений являлась темницей для содержания пленников.

### Внутренние сооружения
Внутри замка размещались дворец, казармы, колодец, замковая церковь и часовня.

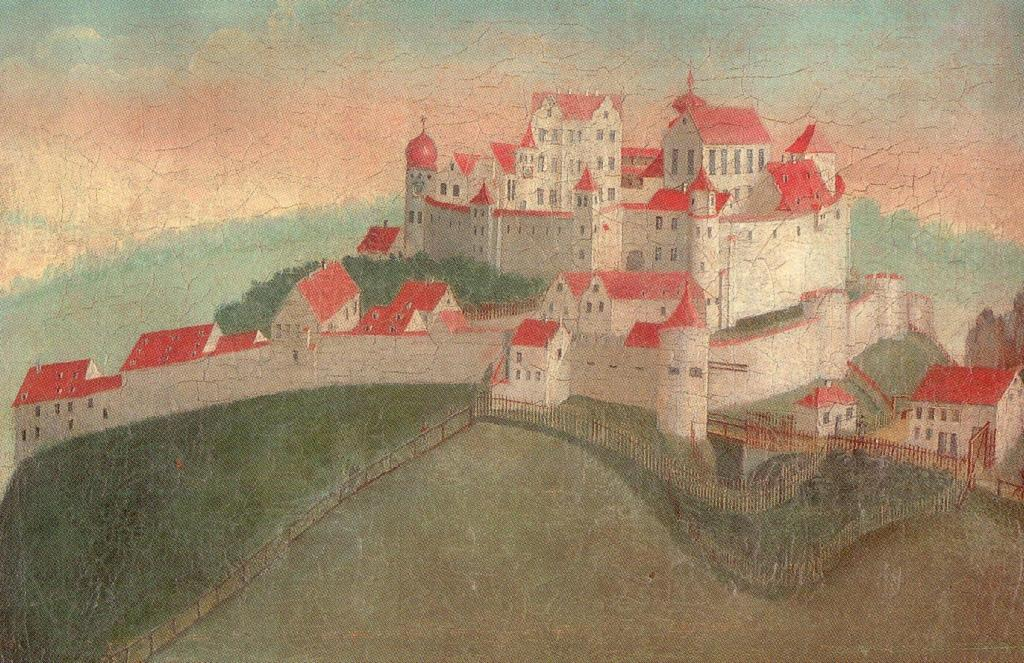
Вид замка на рисунке 1700 года

#### Княжеская резиденция
Для владельцев со временем был построен роскошный дворец. В XVI веке здесь проживала семья графов. Позже здание использовалось как место проживания для дворян, приехавших на охоту. В начале XIX века резиденция оказалась заброшена и её стали использовать как зернохранилище.
Некогда здесь же в отдельной пристройке находилась уникальная библиотека и коллекция искусства. Но в 1980 году потомки династии Эттинген-Валлерштайн продали всё властям Баварии за 40 миллионов немецких марок. Ныне книги находятся в центральной библиотеке университета Аугсбурга.

#### Колодец
В цитадели находился уникальный колодец, который когда-то имел глубину 129 метров. Правда, для того, чтобы достать одно ведро воды приходилось тратить тридцать минут. Сегодня глубина скважины составляет всего 48 метров. Долгое время считалось, что через колодец  из замка вёл особый тайный подземный тоннель. Но это утверждение остаётся недоказанным.

#### Вспомогательные здания
В 1562 году был построен в стиле фахверк дом для фогта (управляющего замка). Сегодня здесь находится гостиница. Рядом расположены здания, где раньше находились зернохранилище, конюшни, арсенал и пекарня. Сейчас здесь замковые магазины и хозяйственные помещения.

#### Замковая церковь Святого Михаила
Сегодня барочная рельефная однонефная замковая церковь является самой старой церковью в Харбурге. Она построена в XVIII веке после реконструкции прежней романского часовни. Перед входом в склеп с фамильными захоронениями размещены уникальные статуи: одна из них изображает графа Готфрида, другая графа Людвига XVI. Непосредственно вход охраняют две статуи воинов. Также в церкви представлены позднеготические скульптуры Мадонны и Архангела Михаила.

#### Казармы
Одно из зданий служило гарнизону в качестве жилья. Позднее эти помещения были перестроены для представительских целей. В 1717-1721 годах он был дополнен принцем Эрнст Альбрехт устроил здесь просторный зал для приёмов. Потолок был украшен росписями на темы греческой мифологии.

## Современное использование
В настоящее время в замке расположены музей, гостиница и ресторан. Часть помещений сдаётся в аренду.
В летнее время здесь проводятся фестивали, выставки и концерты.

## Галерея

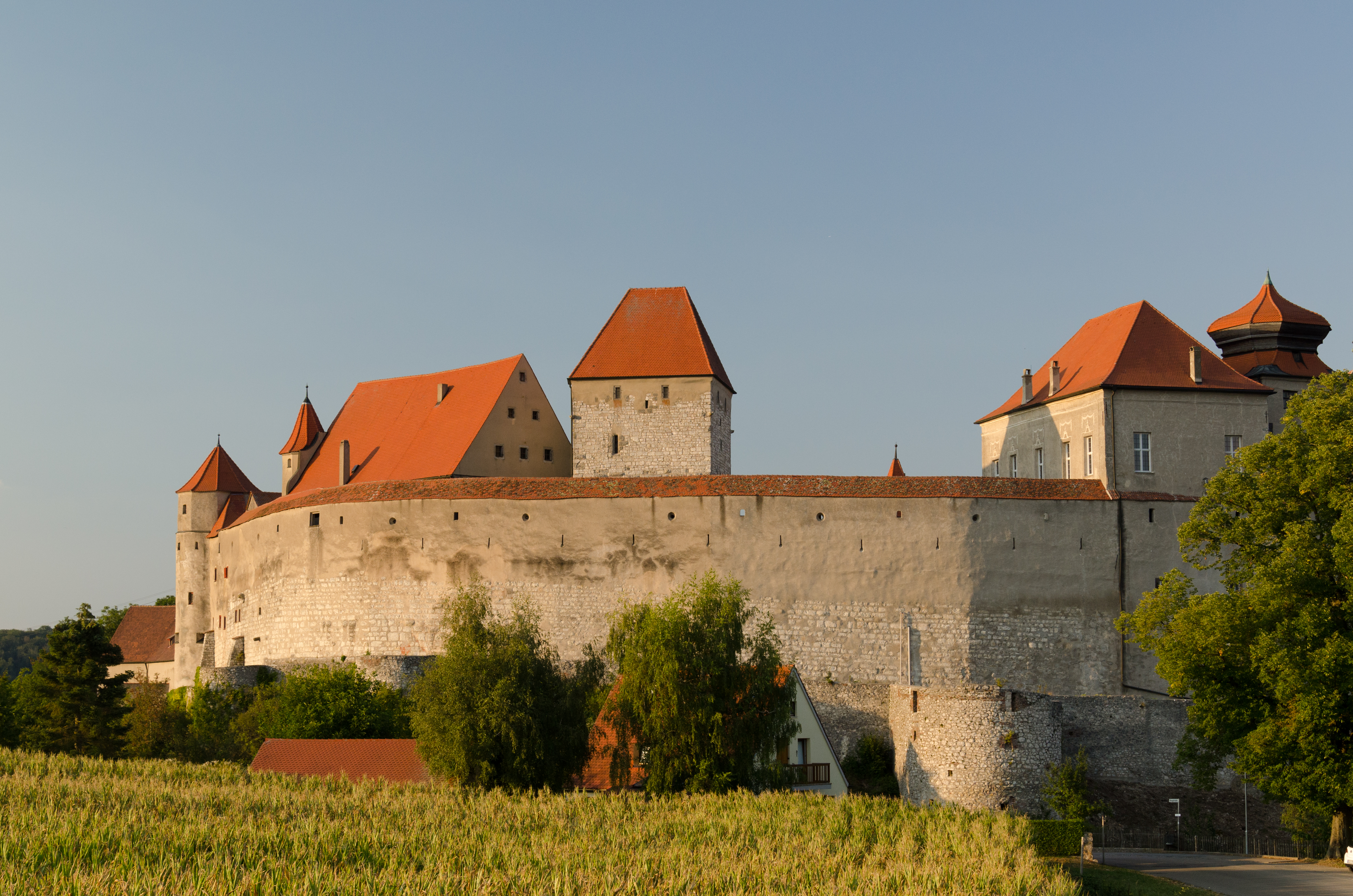
Общий вид замка
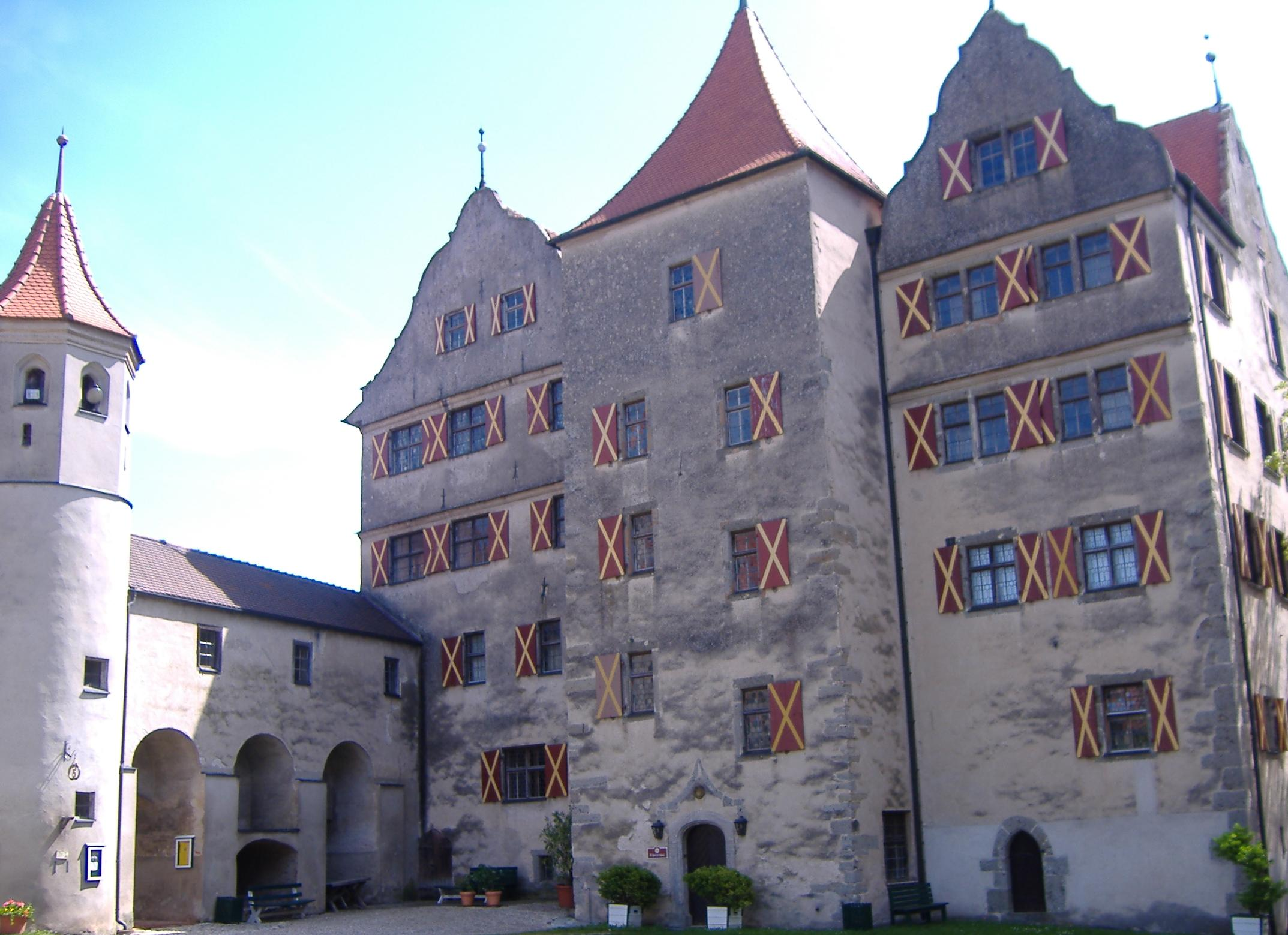
Бывшая княжеская резиденция
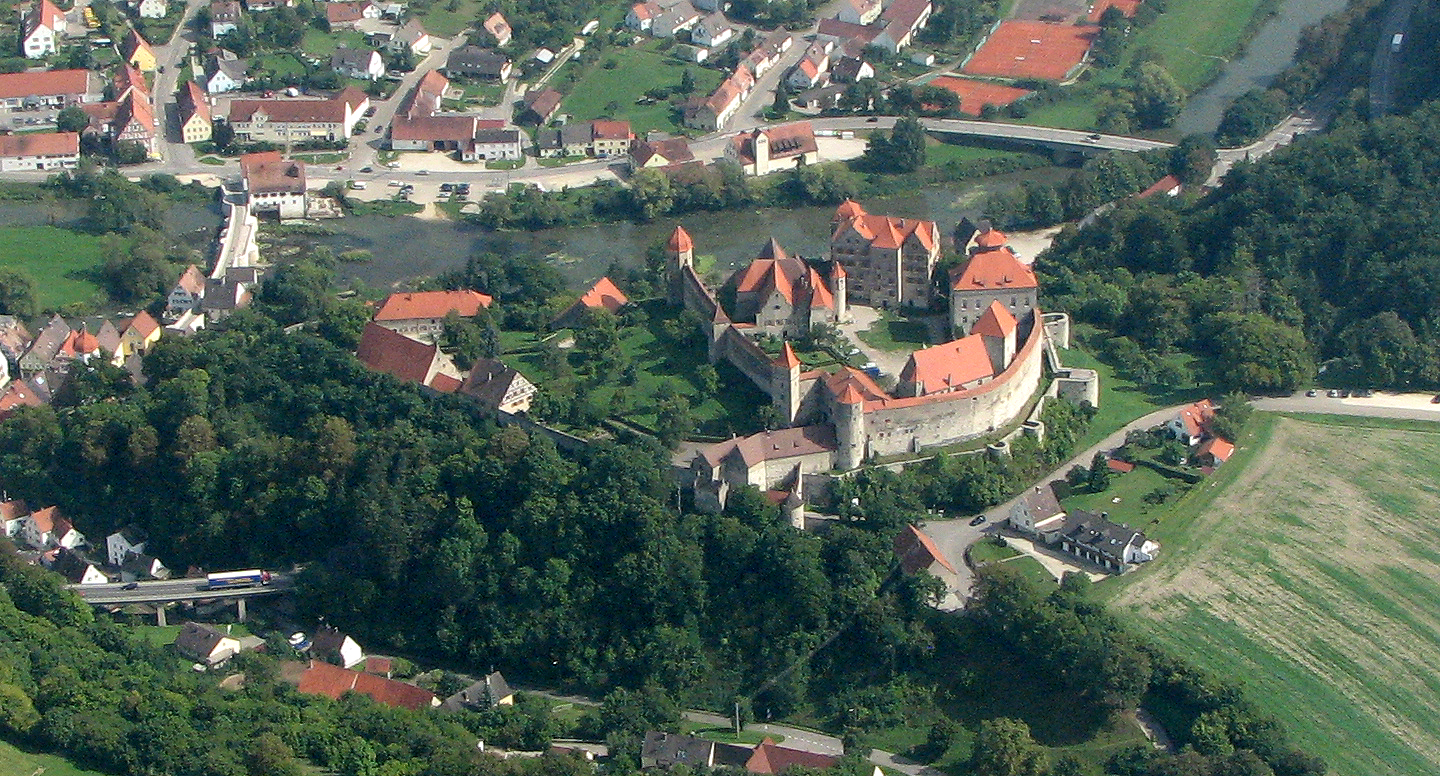
Вид замка сверху
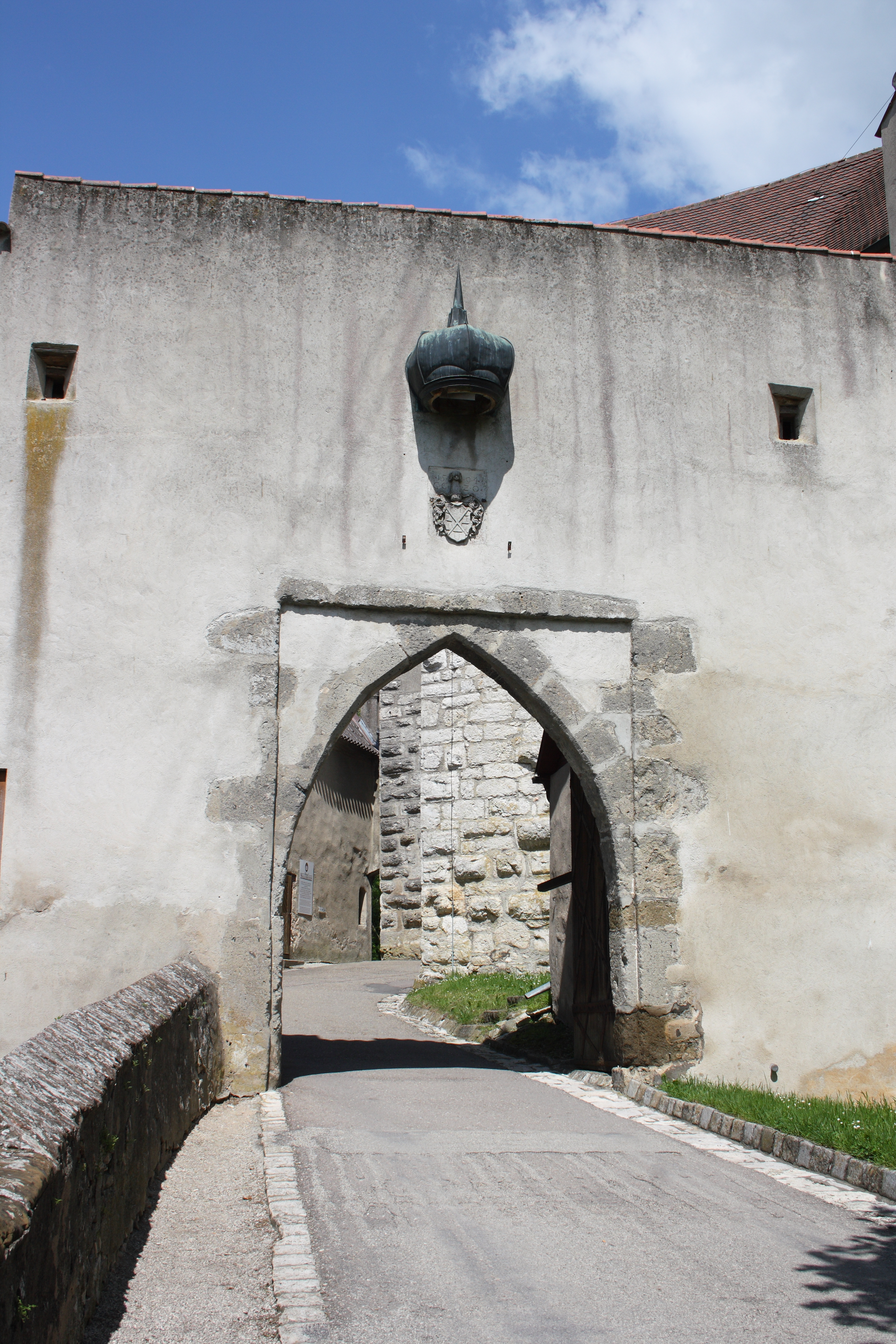
Вход в замок
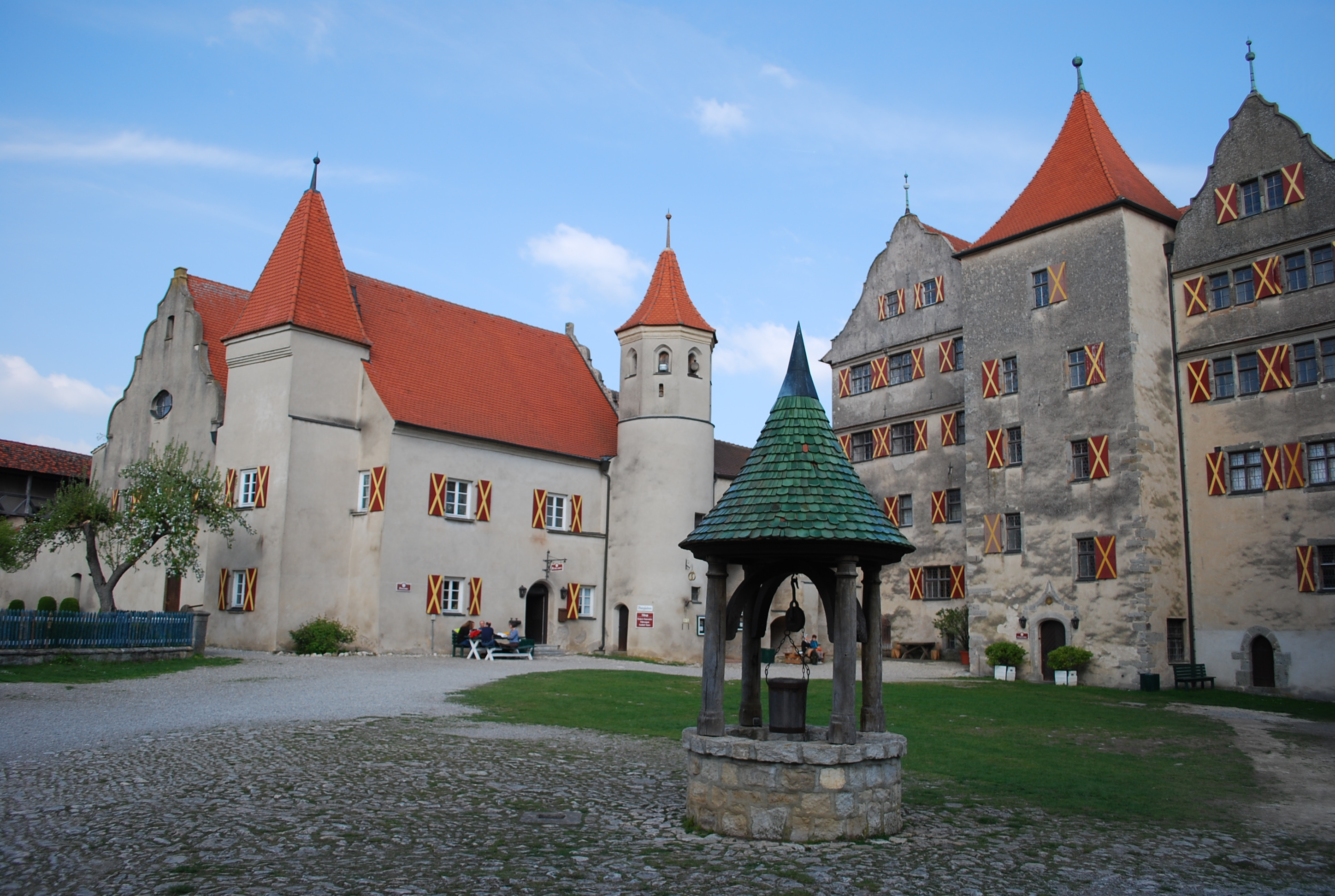
Внутренний двор замка